# Кукуй (Ленінградська область)
Кукуй (рос. Кукуй) — присілок у Кіриському районі Ленінградської області Російської Федерації.
Населення становить 132 особи. Належить до муніципального утворення Будогощенське міське поселення.

## Історія
Згідно із законом від 1 вересня 2004 року № 49-оз органом  місцевого самоврядування є Будогощенське міське поселення.

## Населення
| 1885 | 1910 | 1939 | 1965 | 1990 | 1997 | 2002 |
| ---- | ---- | ---- | ---- | ---- | ---- | ---- |
| 230  | ↗403 | ↗518 | ↘226 | ↘185 | ↘131 | ↘118 |
| 2007 | 2010 | 2017 |      |      |      |      |
| ↗134 | ↘110 | ↗132 |      |      |      |      |